# Sean Garrett
Garrett Hamler, (Atlanta, 30 de março de 1979) mais conhecido como Sean Garrett um cantor, rapper, compositor e produtor norte-americano. Ele já produziu vários singles em apenas sete anos em atividade. Esse número o coloca em quinto lugar na revista Billboard, na lista de produtores com o maior número um hits. Garrett é o único produtor a atingir esse grau de sucesso em menos de uma década, e é também o único produtor de hip hop ativo que é mencionado na lista Billboard dos produtores com o maior número de hits #1.

## Discografia

### Álbuns de estúdio
- 2008: Turbo 919

### Mixtapes
- 2010: The Inkwell